# Uholaže
Uholaže (lat. Dermaptera) red su manjih, vitkih, ponešto plosnatih kukaca kojima su krila jako smanjena i čvrsto hitinizirana u sjajni oklop nalik koži, a obilježava ih par oštrih jako hitiniziranih izraštaja (cerci) na zatku. Nazvane su prema pogrešnom vjerovanju da mogu ući u uho te snažnim škaricama probiti bubnjić.

## Izgled
Tijela su im smeđe do crne boje. Stražnja se krila pri mirovanju slažu uzduž i poprijeko tako da stanu pod mala prednja krila. Rijetko lete. Neke vrste nemaju krila. Prvi prsni kolutić je velik i pokretan. Nitasta ticala su im srednje duljine. Noge služe za hodanje. Kliješta su u mužjaka krupnija i zakrivljenija nego u ženke a služe za obranu od drugih malih životinja, u nekih vrsta za slaganje krila pod pokrilje, u nekih pri parenju. U opasnosti ih prijeteći podižu.

## Prehrana
Po danu se uglavnom skrivaju, a po noći se hrane najčešće trulim biljnim plodovima, biljnim ušima, grinjama i jajima leptira.

## Ličinke
Ženke uholaže čuvaju svoja jaja i neko vrijeme njeguju svoje mlade ličinke. Tijekom razvoja ličinke se presvlače oko 5 puta.

## Poznatije porodice
Poznato je oko 1 800 vrsta, koje su podijeljene u 12 porodica i tri podreda. Podred Forficulinea sadrži, između ostalih, porodice koje žive u Hrvatskoj: obalne uholaže (Labiduridae), prave uholaže (Forficulidae), Labiidae.
Najpoznatija porodica podreda Arixeniinea je Arixeniidae a podreda Hemimerinea je Hemimeridae. Žive kao nametnici na sisavcima.